# ディセクション
ディセクション（DISSECTION）は、スウェーデンのブラックメタルバンド。

## 概要
1990年代前半のブラックメタルバンドの中でも特にメロディアスな音楽性を持ち、オーセンティックなヘヴィメタルのツインリードによる流麗なリフやメロディを初めて大胆に導入し、メロディックブラックメタルのスタイルを確立した先駆者として知られる。このジャンルの直系には、ナグルファーなどがおり、ブラックメタルのシーンだけでなく、初期イン・フレイムスやチルドレン・オブ・ボドム、ザ・ブラック・ダリア・マーダーといったメロディックデスメタルバンドなどにも多大な影響を与えている。

## 略歴
1989年、ジョン・ノトヴェイト (Vo, G)とペーテル・パルムダール (B)の2名で結成される。1990年にオーレ・オーマン (Ds)が加入し、1stデモ「The Grief Prophecy」発表。1991年にジョン・スヴェッツロット (G)が加入。初期ラインナップが固まる。2ndデモ「Into Infinite Obscurity 」発表。同作は、後にコープス・グラインド・レコードからEPとして再発された。1992年に3rdデモ「The Somberlain」発表。
1993年に4thデモ「Promo'93」をリリース。同年にストックホルムのノー・ファッション・レコードと契約し、1stアルバム「The Somberlain」を発表。このアルバムは同年に刺殺され死去したメイヘムのユーロニモスに捧げられたものでもある。1994年にドイツのニュークリア・ブラストに移籍。また同年には、ジョン・スヴェッツロットが脱退。代わってヨハン・ノルマン (G)が加入。1995年に2nd「Storm Of The Light's Bane」を発表。更にリリース後、オーレ・オーマンが脱退しトビアス・ケルグレン (Ds)が加入。また、この頃にジョン・ノトヴェイトが新興悪魔崇拝団体であるMisanthropic Luciferian Orderにヨハン・ノルマンと共に加入している。
1996年に1stEP「Where Dead Angels Lie」を発表。1997年にヨハン・ノルマンがディセクションを失踪する形で脱退。これはMisanthropic Luciferian Orderの考え方についていけなくなったことと、ジョンからの報復を恐れたためであった。同年には、デモ音源やサイドプロジェクトSatanizedの音源などをまとめた企画盤「The Past Is Alive (The Early Mischief)」をネクロポリス・レコードから発表。同年末にジョン・ノトヴェイトが殺人幇助により逮捕、活動を休止する。ジョンは後に懲役8年の有罪判決を受けた。活動休止中の2003年、1997年～98年のFrozen in Wackenでの録音を正式に音源化したライブアルバム「Live Legacy」発表。ただし、Night's Bloodは演奏自体はされたもののマイクトラブルによって削除されており、オフィシャルのCDには収録されていない。
2004年にジョンの釈放とともに活動を再開。再開時のメンバーは、ジョン・ノトヴェイトに加えて、元ナイトレイジのブリス・ルクレ (B)、セット・テイタン (G)、元ダーク・フューネラルのトーマス・アスクルンド (Ds)。エスキャピ・ミュージックからシングル「Maha Kali」を発表。この音源は獄中で録音されたもので、フルレンス収録のものとはアレンジがかなり異なる。カップリング曲は2nd収録曲Unhallowedのセルフカヴァーであった。2005年にブリス・ルクレが脱退。ホーコン・ニコラス (B)が加入するが同年中に脱退。以降、正式ベーシストが加入することなく、ヴァーテインのエリック・ダニエルソンをライブ時のセッション・ベーシストとして活動を継続する。
そして2006年、ジ・エンド・レコードからシングル「Starless Aeon」発表。さらにブラック・ホライズン・ミュージックから約11年ぶりの3rdフルアルバム「Rainkaos」、ライブDVD「Rebirth of Dissection」発表と順調な活動をみせるが、「ディセクションは最終章を迎えた」として解散を発表。その年の8月13日にジョン・ノトヴェイトが拳銃で自殺。31歳であった。

## メンバー

### 解散時のメンバー
- ジョン・アンドレアス・ノトヴェイト (Jon Andreas Nödtveidt) - ヴォーカル・ギター
ディセクションのリーダー。ギブソン製のギターを愛用しており、フライングVとレスポールを使用していた。
ディセクション以外での活動は、デスメタルバンドSatanized、Rietas名義でスウェーデンのブラックメタルバンドThe Black、Shadow名義でゴシックメタルバンドOphthalamia[注 1]、アット・ザ・ゲイツのメンバーとセッション録音したグラインドコアバンドTerror、アンビエントユニットDe Infernali[注 2]、スラッシュメタルバンドSiren's Yell、Rabbit's Carrotなど多岐に渡る。また、ブラックメタルバンドNifelheimの2nd「Devil's Force」にて、John Zwetslootとともにゲスト参加していた。
ブラックメタル以外のメタルからはポゼスト、クリエイター、マーシフル・フェイト、モービッド・エンジェル、ジューダス・プリースト、ブラックサバス、アイアン・メイデン、メタリカ、スレイヤー、バソリー、トーメンターなどのNWOBHMやスラッシュメタル、デスメタルからの影響を受けている。ディセクションでもスレイヤーからはAnti Christ、バソリーからSacrifice、トーメンターからElizabeth Bathoryをそれぞれカバーした。
1995年に設立されたMisanthropic Luciferian Orderのメンバー。
- セット・テイタン (Set Teitan) - ギター
2004年加入。ヴァーテイン (Live)。Aborym、Spiritual Ceremony、Bloodline。
- トーマス・アスクルンド (Tomas Asklund) - ドラムス
2004年加入。現ゴルゴロス。元ダーク・フューネラル、Dawn、Necromicon、Infernal。

### 過去のメンバー
- ジョン・スヴェッツロット (John Zwetsloot) - ギター
1991-1994在籍。元ザ・ホーンテッド、Cardinal Sin、Nifelheim。
- ヨハン・ノルマン (Johan Norman) - ギター
1994-1997在籍。元Runemagick、Soulreaper、Decameron、Satanized、Trident、Deletion。
- ペーテル・パルムダール (Peter Palmdahl) - ベース
1989-1997在籍。元Runemagick、Deathwitch。
- ブリス・ルクレ (Brice Leclercq) - ベース
2004-2005在籍。元ナイトレイジ、Sol Negro。
- ホーコン・ニコラス (Haakon Nikolas (General K)) - ベース
元Disiplin、Slavia、Desolation Squad、Shaarimoth。Myrkskog、Koldbrannのライブギタリストでもあった。
- オーレ・オーマン (Ole Öhman) - ドラムス
1990-1995在籍。現Deathstars。元Siren's Yell、Ophthalamia、Rabbit's Carrot。
- トビアス・ケルグレン (Tobias Kellgren) - ドラムス
1995-1997在籍。Decameron、Satanized、Seventh One、Soulreaper、Swordmaster、Wolf。イン・フレイムスの2004年のライブメンバーでもあった。

### セッションメンバー
- エミル・ノトヴェイト (Emil Nödtveidt) - ベース
ジョン・ノトヴェイトの実弟。現在はNightmare名義でインダストリアルメタルバンドDeathstars（旧名SwordMaster）にて活動。元Ophthalamia。Ophthalamia時代はNightと名乗っていた。
- マティアス・ヨハンソン (Mattias "Mäbe" Johansson - ドラムス
現Sarcastic。Mäbe、TwoFace、Third Stone from the Sun、Ophthalamia、Nifelheim、Nosferatu、Rabbit's Carrot, Siren's Yell。
- ファウスト (Faust (Bård Eithun)) - ドラムス
元エンペラー。
- エリック・ダニエルソン (Erik Danielsson) - ベース
2005年よりライヴに参加。現ヴァーテイン。Fucking Funeral、Bloodsoil。

## 音楽性

### 1989～1991
デスメタルからの影響が強く、ブラックメタルらしさは殆ど感じられない。ギター/ベースはかなり低くダウンチューニングしており、ディスメンバーやエントゥームドなど黎明期のスウェディッシュ・メロディックデスメタルを思わせる重苦しい音で、ヴォーカルも低音で吐き捨てるスタイルとなっている。

### 1992～1997
デモ「The Somberlain」から現在最も知られるディセクションのスタイルに変化する。流麗で複雑なツインリードと、ブラックメタル的なトレモロリフとブラストビートを用いた展開が加わる。ギターのチューニングはレギュラーになり、音も吹雪のような荒涼としたノイジーな音に変化、ヴォーカルもブラックメタル的なスタイルになった。さらに、スラッシュメタル的な高速の刻みリフや、アコースティック・ギターによるインストを取り入れるなど、様々な要素を導入する。

変化の要因としては、1991年にジョン・ノトヴェイトがThe Blackでの活動でブラックメタルを多く作曲したこと、ブラックメタルバンドとしてのメイヘムが登場したこと、また1st「The Somberlain」がEuronymousに捧げられたものであることなどが挙げられる。

### 2004～2006
活動再開後。チューニングを1音半下げに変更し、ミッドテンポの刻みリフ主体のスタイルに変化した。音作りもノイジーな要素はなく、タイトで重量感のある音になり、それまでのスタイルとは雰囲気が全く異なる。ブラストビートやトレモロリフは撤廃され、オーセンティックなヘヴィメタルのスタイルと近しいものとなった。一方で、ツインリードは減ったものの、左右で別のリフを弾いてコードを組み立てる手法や不協和音の使用など、別方向で楽曲の複雑さが増したが、旧来のディセクションとも一般的ブラックメタルとも離れてしまった。

## ディスコグラフィー

### アルバム
- 1993年　The Somberlain
- 1995年　Storm of the Light's Bane
- 2006年　Reinkaos

### シングル・ミニアルバム
- 1991年　Into Infinite Obscurity
- 1996年　Where Dead Angels Lie
- 2004年　Maha Kali
- 2006年　Starless Aeon

### デモ
- 1990年　The Grief Prophecy （Demo）
- 1992年　The Somberlain（Demo）
- 1993年　Promo '93
- 1997年　The Past Is Alive (The Early Mischief)

### ライブ
- 1997年　The Past Is Alive (The Early Mischief)
- 2003年　Live Legacy

### ビデオ/DVD
- 1997年　Live & Plugged Volume 2
- 2006年　Rebirth of Dissection

## その他
- トーメンターのElizabeth Bathoryをカヴァーした経緯から、トーメンターのヴォーカルであったアッティラ・シハー（現メイヘム）が、2004年のディセクションのノルウェーオスロでのライブにてゲスト参加し、Elizabeth Bathoryを歌った。
- 再結成後、当初は元エンペラーのFaust (Bård Eithun)がドラムとして参加する予定であったが、結局はセッションに留まり、実現しなかった。
- ジョン・ノトヴェイトは1995年に設立されたMisanthropic Luciferian Orderのメンバーでもあった。3rdアルバム「Rainkaos」の歌詞やアートワークはそれに基づくものである。
- メガデスがヘッドライナーのライブへの参加を断られたことがある。これは、メガデスのデイヴ・ムステインがキリスト教の信者のため、サタニックなバンドとの競演を嫌がったことによる。
- 1st「The Somberlain」の国内盤ライナーノーツのインタビューにて、「はじめまして！ ディセクションのヴォーカル兼ギターのジョン・ノトヴェイトだよ」という妙に明るいコミカルな語り口に統一されて訳されてしまった。その口調のまま反宗教について語る奇妙な翻訳になっていた。